# Eugène Antoine Durenne
Pour les articles homonymes, voir Durenne.
Eugène Antoine Durenne, né le 11 décembre 1860 à Paris 2e et mort le 26 janvier 1944, est un peintre français rattaché au courant postimpressionniste.
Il est cousin du fondeur d'art Antoine Durenne et de l'ingénieur Jean-François Durenne, maire de Courbevoie.

## Biographie

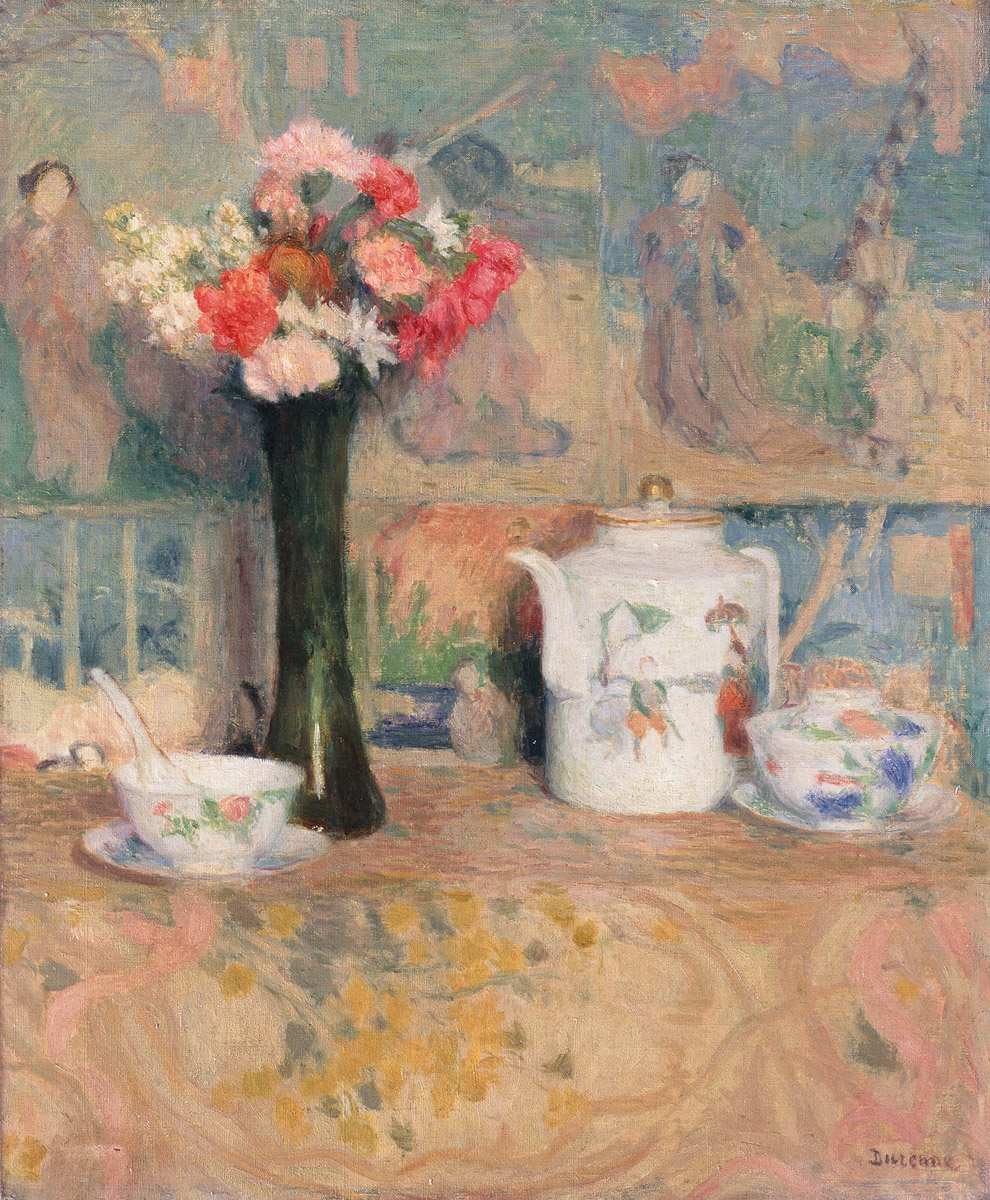
Nature morte (1901-1925), Toulouse, musée des Augustins.

Formé au droit, devenu assistant parlementaire sténographe puis réviseur, il décide, pour des raisons d'agrément, de suivre les cours de peinture et de dessin de l'Académie Julian en 1887-1888, où il croise Pierre Bonnard et Édouard Vuillard et est élève de Jules Lefebvre, Gustave Boulanger, Jean-André Rixens et Gustave Courtois. Les années qui suivent, il fréquente également les cours Colarossi, où il se lie d'amitié avec Albert André, Georges d’Espagnat, Louis Valtat. Il quitte son poste parlementaire en 1895 pour embrasser une carrière de peintre. Il partage l'atelier de George-Daniel de Monfreid.
Il est exposé pendant sa vie, d'abord par Le Barc de Boutteville (Paris),, puis par la galerie de Paul Durand-Ruel, grâce à l'entremise de Camille Pissarro.
Durenne s’installe en 1901 à Saint-Pierre-du-Vauvray, puis, à partir de 1918, à Endoûme, près de Marseille. En 1933, il déménage sur Nice et est victime d'un accident qui le paralyse. Réfugié à Dourgne, dans une abbaye, il meurt le 26 janvier 1944.
Plusieurs de ses tableaux sont la propriété du musée d'Orsay, du musée des Augustins à Toulouse, du Petit Palais à Genève et d'autres musées en France et en Europe.